# Манідгамма
Манідгамма (*бірм. မဏိသုဓမ္မရာဇာ, д/н — 20 грудня 1694) — 26-й володар М'яу-У в 1692—1694 роках. Відомий також як Муні Тудгаммараза.

## Життєпис
Син Санда Тхудгамми, володаря М'яу-У. Відомостей про нього обмаль. 1692 року загони каман (палацової гвардії з лучників) та афганських найманців повалили його брата Варадгамму, поставивши на трон Манідгамму. Не зміг відновити порядок в державі, де продовжували вирувати повстання васальних племен. Також відбувалися напади загонів з Ахому. 
1693 року прийняв посольство від Вімаладгармасур'ї II, магараджи Канді, в складі якого були численні буддісти-ченців та вчені з реліквіями. 1694 року був повалений каман та афганцями, які поставили на трон його брата Сандатурію I.